# Slovakiets økonomi
Slovakiets økonomi er baseret på landets medlemskab i EU. Landet blev medlem af unionen i 2004 og indførte euroen som officiel valuta fra begyndelsen af 2009. Hovedstaden, Bratislava, er landets finansielle centrum for landet. I Første kvartal af 2018 var arbejdsløsheden 5,72%.
Det slovakiske BNP voksede kraftigt fra 2000 til 2008, med bl.a. 10,4% vækst i 2007, hvilket har ført til at landets økonomi blev omtalt som Tatra Tiger.